# Centro de Controle de Missão Christopher C. Kraft Jr.

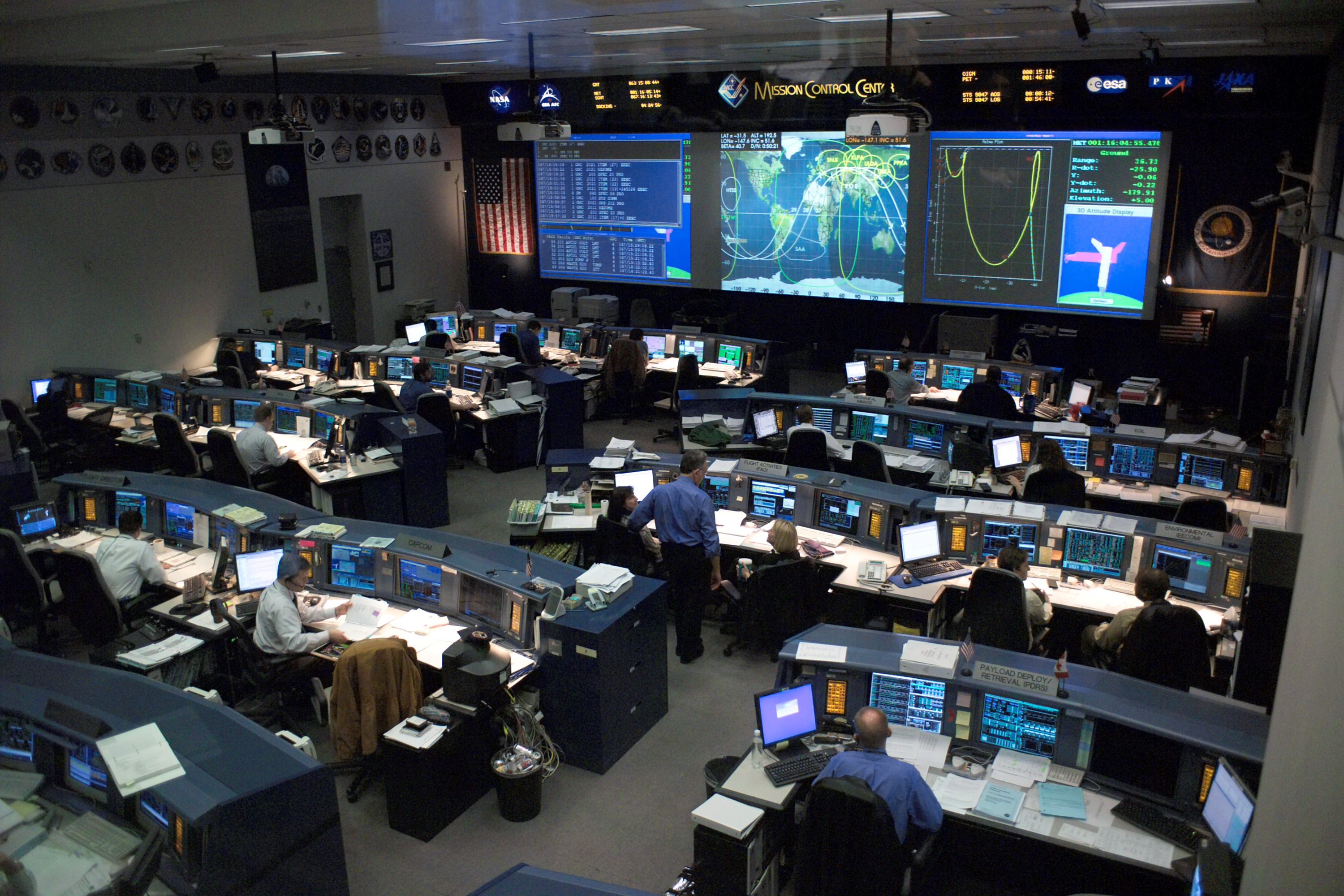
A sala de controle "branca" na missão STS-114 em 2005.

O Centro de Controle de Missão Christopher C. Kraft Jr. (MCC-H) da NASA, também conhecido por seu sinal de rádio chamada Houston, é a denominação atribuída a instalação no Centro Espacial Lyndon Johnson, responsável pelo controle de voo das missões tripuladas Norte americanas.
Hoje em dia atuando no controle da missão dos astronautas a bordo da ISS, seu nome foi atribuído em homenagem a Christopher C. Kraft Jr., um engenheiro e gerente da NASA, já aposentado, que teve participação decisiva na implantação do Centro de Controle de Missão da agência.

## Histórico
Para atender as várias missões ao longo dos anos, o CCM de Houston passou por várias configurações:
1. Mercury (1960-1963)
2. Gemini e Apollo (1965-1975)
3. Ônibus Espacial (1981–2011)
4. Estação Espacial Internacional (1998–presente)
5. MCC-21

|                                     |  |                                  |
| CCM para a missão Apollo 11 em 1969 |  | CCM para a missão STS-30 em 1989 |

## Consoles
Acompanhando a evolução tecnológica, o número e posição dos consoles também variou ao longo dos anos e das missões:
1. CR-1 (1960-1964)
2. MOCR (1965-1998)
3. Blue FCR (1998–2006)
4. White FCR (1998–2011)
5. FCR 1 (2006-presente)

|                                     |  |                                      |
| Consoles da missão Gemini V em 1965 |  | Consoles para missão STS-128 em 2009 |

|                                            |  |                                           |
| Sala de controle na missão Sigma 7 em 1962 |  | Sala de controle na missão STS-83 em 1997 |